# Nicole Beharie

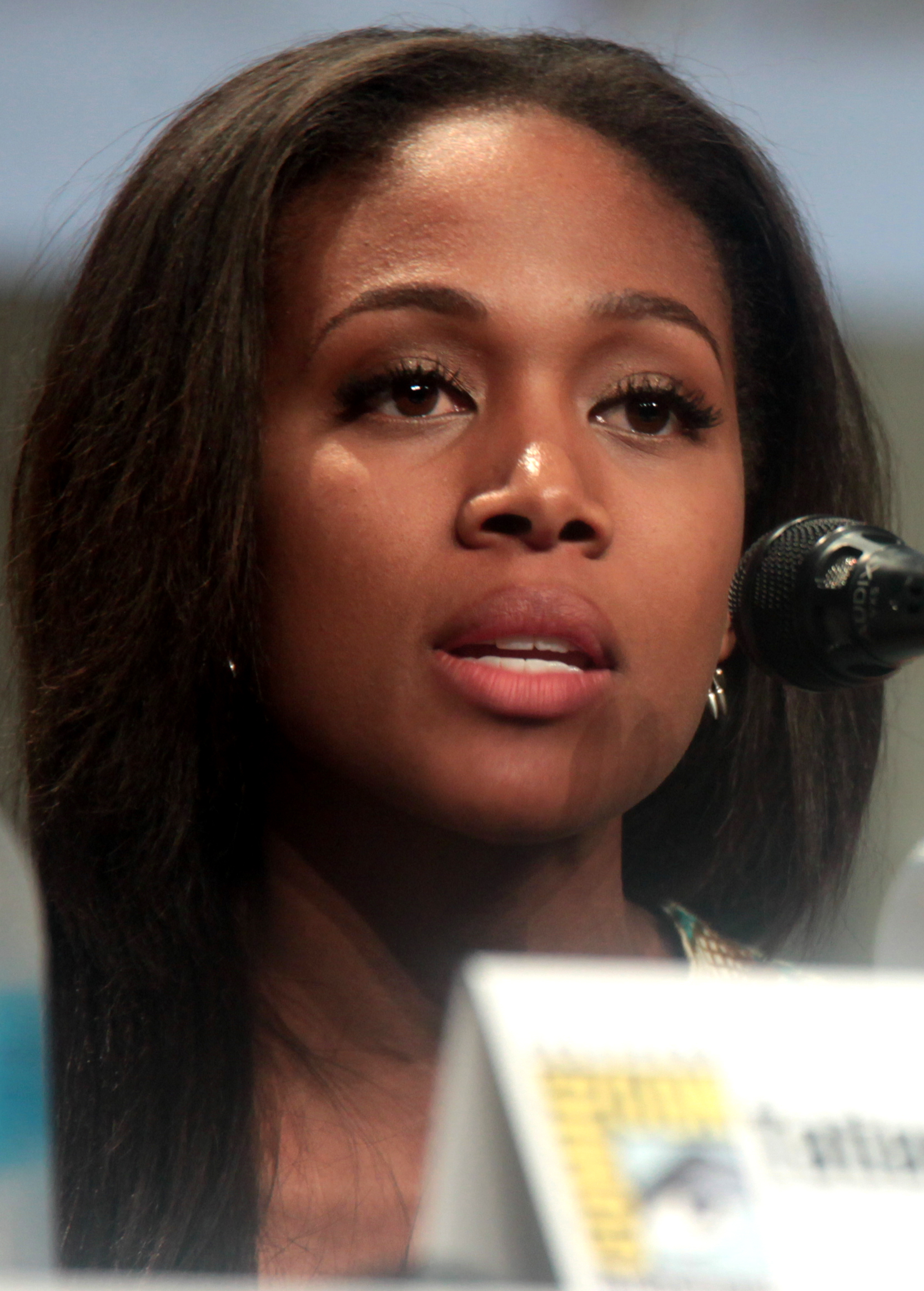
Nicole Beharie (2014)

Nicole Beharie (* 3. Januar 1985 in West Palm Beach, Florida als Nicole Browne) ist eine US-amerikanische Schauspielerin. Bekannt ist sie durch ihre Rollen in den Filmen American Violet (2008) und Shame (2011) sowie durch ihre Rolle in der Serie Sleepy Hollow (2013–2016).

## Leben und Karriere
Nicole Beharie wurde im Januar 1985 in West Palm Beach im US-Bundesstaat Florida als Tochter eines nigerianischen Vaters und einer jamaikanischen Mutter geboren. Sie besuchte die Orangeburg-Wilkinson High School in Orangeburg und schloss zunächst 2003 die South Carolina Governor’s School for the Arts & Humanities, ein öffentliches Internat in Greenville (South Carolina), und danach 2007 die New Yorker Juilliard School im Fach Drama ab. Ihre Schauspieldebüt gab sie 2008 im Filmdrama American Violet in der Hauptrolle als Dee Roberts. Diese Rolle brachte ihr 2009 einen African-American Film Critics Association Award als beste Schauspielerin sowie zwei Nominierungen für den Black Reel Award ein. Noch 2008 war sie neben Rob Brown in Gary Fleders Sportfilm The Express als Sarah Ward zu sehen.
2010 übernahm sie im Lifetime-Fernsehfilm Die Sünden der Mutter eine Hauptrolle als Shay Hunter, einer erfolglosen Studentin, die sich auf eine Reise begibt, um das Verhältnis zu ihrer Mutter Nona (Jill Scott) zu verbessern. 2011 spielte sie neben Ken Duken eine der Hauptrollen in der romantischen Indie-Komödie Nie mehr ohne dich. Für diesen Film nahm Beharie insgesamt fünf Songs auf, die später auch auf dem dazugehörigen Soundtrack veröffentlicht wurden. Ebenfalls 2011 spielte sie in Steve McQueens Shame die Arbeitskollegin und zwischenzeitliche Freundin Marianne der sexsüchtigen Hauptfigur Brandon (Michael Fassbender). Ihre Darbietung wurde von Wesley Morris vom Boston Globe gelobt und Beharie als „ein Wunder an natürlicher Transparenz“ bezeichnet. Es folgten Auftritte in den beiden Fernsehserien Good Wife und Law & Order: Special Victims Unit sowie als Piper in einer Filmadaption des Theaterstücks Apartment 4E über eine Frau, die nie ihr Apartment verlässt.
2013 spielte sie im biografischen Sportfilm 42 – Die wahre Geschichte einer Sportlegende, der vom Leben des Baseballspielers Jackie Robinson handelt, die Rolle von Jackies Ehefrau Rachel Isum Robinson. Dafür wurde sie bei den NAACP Image Awards 2014 als beste Hauptdarstellerin nominiert. Von 2013 bis 2016 porträtierte sie in der Fox-Mysteryserie Sleepy Hollow – einer Adaption von Washington Irvings The Legend of Sleepy Hollow – die Hauptfigur der Lt. Abbie Mills. In derselben Rolle war sie 2015 auch im Crossover mit der Krimiserie Bones – Die Knochenjägerin zu sehen.
Im Sommer 2021 wurde Beharie Mitglied der Academy of Motion Picture Arts and Sciences.

## Filmografie (Auswahl)
- 2008: American Violet
- 2008: The Express
- 2010: Die Sünden der Mutter (Sins of the Mother, Fernsehfilm)
- 2011: Nie mehr ohne dich (My Last Day Without You)
- 2011: Shame
- 2011: Good Wife (The Good Wife, Fernsehserie, Episoden 3x04–3x05)
- 2012: Law & Order: Special Victims Unit (Fernsehserie, Episode 13x16)
- 2012: Apartment 4E
- 2013: 42 – Die wahre Geschichte einer Sportlegende (42)
- 2013–2016: Sleepy Hollow (Fernsehserie, 49 Episoden)
- 2015: Bones – Die Knochenjägerin (Bones, Fernsehserie, Episode 11x05)
- 2018: Monsters and Men
- 2019: Black Mirror (Fernsehserie, Episode 5x01)
- 2020: Miss Juneteenth
- 2021: Solos (Fernsehserie, Episode 1x06)
- 2021: Scenes from a Marriage (Miniserie)
- 2022: 892
- 2022: Honk for Jesus, Save Your Soul
- 2025: Love, Brooklyn

## Auszeichnungen
Gotham Award
- 2021: Auszeichnung als Beste Darstellerin (Miss Juneteenth)